# Гарбарі
Гарбарі́ — село в Україні, у Лебединській міській громаді Сумського району Сумської області. Населення становить 143 осіб. До 2020 орган місцевого самоврядування — Будильська сільська рада.

## Географія
Село Гарбарі знаходиться біля витоків річки Будилка. На відстані 1 км розташоване село Дремлюги, за 2 км — місто Лебедин. Біля села велике озеро Лебединське. До села примикає великий лісовий масив (сосна). Поруч проходить автомобільна дорога Т 1906.

## Історія
За даними на 1864 рік на казенному хуторі Лебединської волості Лебединського повіту Харківської губернії, мешкало 20 осіб (13 чоловічої статі та 7 — жіночої), налічувалось 4 дворових господарства.
12 червня 2020 року, відповідно до Розпорядження Кабінету Міністрів України № 723-р «Про визначення адміністративних центрів та затвердження територій територіальних громад Сумської області», увійшло до складу Лебединської міської територіальної громади.
Після ліквідації Лебединського району 19 липня 2020 року село увійшло до Сумського району.